# Effet green-beard

L'effet green-beard est une forme de sélection dans laquelle des individus possédant des gènes qui produisent des traits observables uniques sélectionnent des individus possédant ce trait spécifique et donc le même gène. Dans cette illustration, les individus s'accouplent de manière sélective avec des individus de la même couleur de tête.

L'effet green-beard (littéralement « effet barbe verte » en anglais) est une expérience de pensée utilisée dans le cadre de la biologie évolutive pour expliquer l'existence d'un altruisme sélectif au sein d'individus de la même espèce.
L'idée d'un allèle green-beard a été proposée par William D. Hamilton dans ses articles de 1964,, et tire son nom de l'exemple utilisé par Richard Dawkins (« J'ai une barbe verte et je serai altruiste envers quiconque a la barbe verte ») dans son ouvrage The Selfish Gene (Le gène égoïste) de 1976,.
Un effet green-beard se produit lorsqu'un allèle, ou un ensemble d'allèles liés, produit trois effets exprimés (ou phénotypiques) :
- un trait perceptible — l'hypothétique « barbe verte » ;
- la reconnaissance de ce trait par les autres individus ;
- le traitement préférentiel des individus possédant ce trait.

Le porteur du gène (ou d'un allèle spécifique) reconnaît essentiellement des copies du même gène (ou d'un allèle spécifique) chez d'autres individus. Alors que la sélection de parentèle implique l'altruisme envers des individus apparentés qui partagent des gènes de manière non spécifique, les allèles green-beard favorisent l'altruisme envers les individus qui partagent un gène qui est exprimé par un trait phénotypique spécifique. Certains auteurs notent également que les effets green-beard peuvent induire de la « rancune » envers les individus dépourvus du gène « green-beard », ce qui peut avoir pour effet de délimiter un sous-ensemble d'organismes au sein d'une population caractérisée par des membres qui font preuve d'une plus grande coopération les uns envers les autres, formant ainsi une « clique » qui peut être avantageuse pour ses membres qui ne sont pas nécessairement apparentés.
L'effet green-beard pourrait accroître l'altruisme sur les phénotypes green-beard, et donc accroître sa présence dans une population, même si des gènes contribuent à l'augmentation des gènes qui ne sont pas des copies exactes ; il suffit qu'ils expriment les trois caractéristiques requises. Les allèles green-beard sont vulnérables aux mutations qui produisent le caractère perceptible sans le comportement d'aide.
Le comportement altruiste est paradoxal lorsqu'il est considéré à la lumière des anciennes idées de la théorie de l'évolution qui mettaient l'accent sur le rôle de la compétition. L'évolution de l'altruisme est mieux expliquée par la vision de l'évolution centrée sur le gène, qui met l'accent sur une interprétation de la sélection naturelle du point de vue du gène qui agit comme un agent ayant le « but égoïste » (de façon métaphorique) de maximiser sa propre propagation. Un gène pour l'altruisme (comportemental) sélectif peut être favorisé par la sélection (naturelle) si l'altruisme est principalement dirigé vers d'autres individus qui partagent ce gène. Comme les gènes sont invisibles, un tel effet nécessite des marqueurs perceptibles pour qu'un comportement altruiste puisse se produire.

## Exemples
Les biologistes de l'évolution ont débattu de la validité potentielle des gènes green-beard, suggérant qu'il serait extraordinairement rare qu'un seul gène, ou même un ensemble de gènes liés, puisse(nt) produire trois effets phénotypiques complexes. Cette critique a conduit certains à penser qu'ils ne peuvent tout simplement pas exister ou qu'ils ne peuvent être présents que dans des organismes moins complexes, tels que les micro-organismes. Plusieurs découvertes faites au cours des dix dernières années ont mis en lumière la validité de cette critique.
Le concept est resté une possibilité purement théorique dans le modèle du gène égoïste de Dawkins jusqu'en 1998, lorsqu'un allèle green-beard a été trouvé pour la première fois dans la nature, chez la fourmi de feu allochtone (Solenopsis invicta),. Les reines des colonies polygynes (qui ont plusieurs reines reproductrices, par opposition aux monogynes qui n'en ont qu'une) sont hétérozygotes (Bb) au niveau du locus du gène Gp-9. Leur progéniture ouvrière peut avoir des génotypes hétérozygotes (Bb) et homozygotes (BB). Les chercheurs ont découvert que les reines homozygotes dominantes (BB), qui dans la forme sauvage produisent des colonies monogynes plutôt que polygynes, sont spécifiquement tuées lorsqu'elles sont introduites dans des colonies polygynes, le plus souvent par des ouvrières hétérozygotes (Bb) et non homozygotes (BB). Ils ont conclu que l'allèle Gp-9b est lié à un allèle green-beard qui incite les ouvrières portant cet allèle à tuer toutes les reines qui ne l'ont pas. Une conclusion finale note que les ouvrières sont capables de distinguer les reines BB des reines Bb sur la base d'un indice olfactif.
Le gène csA chez la moisissure visqueuse Dictyostelium discoideum, découvert en 2003, code une protéine d'adhésion cellulaire qui se lie aux protéines gp80 d'autres cellules, permettant la formation de fructifications multicellulaires sur le sol. Les mélanges de cellules knockout csA avec des cellules de type sauvage donnent des spores, "nées" des fructifications, qui sont à 82% de type sauvage (WT pour wild type en anglais). En effet, les cellules de type sauvage adhèrent mieux et se combinent plus efficacement en agrégats ; les cellules knockout (KO) sont laissées sur place. Sur des substances plus adhésives mais moins naturelles, les cellules KO peuvent adhérer ; les cellules WT, encore meilleures à l'adhésion, sont préférentiellement triées dans la tige.
En 2006, une sorte de reconnaissance de l'effet green-beard a été observée dans le comportement coopératif entre les morphologies de couleur chez les lézards à taches latérales, bien que les traits semblent être codés par de multiples loci à travers le génome.
Un exemple plus récent, découvert en 2008, est un gène qui fait s'agglutiner la levure de bière en réponse à une toxine telle que l'alcool. En étudiant la floculation, un type d'auto-adhésion généralement présent dans les agrégations asexuées, Smukalla et al. ont montré que S. cerevisiae est un modèle d'évolution du comportement coopératif. Lorsque cette levure exprime la protéine FLO1 en laboratoire, la floculation est rétablie. La floculation est apparemment protectrice pour les cellules FLO1+ (qui expriment la protéine FLO1), qui sont protégées contre certains stress (l'éthanol, par exemple). En outre, les cellules FLO1+ adhèrent de préférence les unes aux autres. Les auteurs en concluent donc que la floculation est entraînée par cet allèle green-beard.
Un exemple chez les mammifères pourrait être la stratégie de reproduction du mulot sylvestre, qui montre une coopération entre les spermatozoïdes. Les spermatozoïdes individuels s'accrochent les uns aux autres pour former des « trains » de spermatozoïdes, qui sont capables de se déplacer ensemble plus rapidement que ne le feraient des spermatozoïdes individuels.
Il a été suggéré que la spéciation pourrait être possible par la manifestation d'un effet green-beard.
Il a également été souligné que les aspects biologiques et culturels du langage sont dotés de systèmes de reconnaissance green-beard, ce qui permet de mieux comprendre l'évolution du langage.